# Xerox Star
Xerox Star（ゼロックス・スター）またはStarワークステーション（スター・ワークステーション）は、1981年にゼロックスが発売したワークステーションである。正式にはXerox 8010 Star Information Systemと呼ばれる。今日のパーソナルコンピュータで標準となった、ビットマップディスプレイ、ウィンドウベースのグラフィカルユーザインタフェース、アイコン、フォルダ、マウス（2ボタン）、イーサネット・ネットワーク、ファイルサーバ、プリントサーバ、電子メールなどの技術を統合した最初の商用コンピュータシステムである。
1981年4月27日にゼロックスから発売された。Starという名称は、厳密にはオフィス・オートメーション市場向けのシステムとともに販売されるソフトウェアのみを指す。8010ワークステーションでは、小規模な研究およびソフトウェア開発市場に向けてプログラミング言語のLispやSmalltalkに基づくソフトウェアも販売された。

## 歴史

### Xerox Alto
Xerox Starシステムのコンセプトは、ゼロックス・パロアルト研究所（PARC）が設計した実験用ワークステーションXerox Alto（ゼロックス・アルト）に負うところが多い。1972年に最初のAltoが運用を開始した。Altoは、設計者が以前にNLS（スタンフォード研究所、SRI）やPLATO（イリノイ大学）で見たものから強い影響を受けていた。当初、Altoは数台しか製造されなかった。1979年までに、ゼロックスで1000台近く、連携する大学や政府機関で500台のイーサネット接続のAltoが運用していたが、商用製品とすることを意図していなかった。
その後、1977年に、ゼロックスはAltoの技術革新を商品化するために開発プロジェクトを開始した。彼らのコンセプトは、（当時高価だった）レーザー印刷技術を中心とし、大企業とその取引先を対象とした統合文書作成システムであった。その結果、1981年に発表された時、Xerox Starシステムの価格は、基本システムが約75,000ドル（現在の$251,000と同等）、ワークステーションを1台追加するごとに16,000ドル（現在の$54,000と同等）であった。基本システムは、8010 Starワークステーション、サーバ専用の2台目の8010（RS232 I/Oを含む）、そして床置き型レーザープリンターで構成されていた。サーバソフトウェアには、ファイルサーバ、プリントサーバ、および分散サービス（メールサーバ、クリアリングハウス・ネーム/ディレクトリサーバ、認証サーバ）が含まれていた。顧客は、このシステムにXerox Memorywriterタイプライターをイーサネット経由で接続し、Memorywriterをテレタイプ端末として用いて電子メールを送信することができた。

### Xerox Starの開発プロセス
Starは、1977年にドン・マッサロ（Don Massaro）の指揮の下、カリフォルニア州エルセグンドに設立されたゼロックスのシステム開発部（Systems Development Department、SDD）で開発された。SDDの一部門であるSDD Northは、カリフォルニア州パロアルトにあり、PARCから借り受けた人々もいた。SDDの使命は「未来のオフィス（Office of the future）」をデザインすることだった。これは、Altoの最も優れた機能を取り入れて、使いやすく、多くのオフィス業務を自動化できる新しいシステムである。
開発チームはデビッド・リドルが率い、最終的には200人以上の開発者が参加した。1年目の大部分は会議と企画に費やされ、その結果、社内で「レッドブック（Red Book）」と呼ばれる広範で詳細な機能仕様書が作成された。これは、すべての開発作業のバイブルとなるものであった。インタフェースを定義し、すべてのモジュールとタスクの一貫性を強化した。機能仕様に対する全ての変更は、標準を厳格に維持するレビューチームによって承認を受ける必要があった。
パロアルトのあるグループは、ハードウェアとプログラミングツールの基礎となるオペレーティングシステムのインタフェースに取り組んだ。エルセグンドとパロアルトのチームは共同で、ユーザインタフェースとユーザーアプリケーションを開発した。
スタッフは、ファイル共有、プリントサーバ、電子メールなど、自分たちが取り組んでいる技術に大きく依存していた。さらに、当時ARPANETと呼ばれていたインターネットにも接続し、エルセグンドとパロアルトの間の通信に役立てた。
Starは、Modula-2やModula-3の直接の前身であるプログラミング言語Mesaで実装された。Mesaはオブジェクト指向ではなかったもの、言語内にプロセス（スレッド）やモニター（ミューテックス）を含んでいた。Mesaでは、モジュールごとに2つのファイルを作成する必要があり、一つは各オブジェクトのデータ構造定義と手続きを宣言する定義部と、もう一つはその手続きの処理コードが記述される1つ以上の実装モジュールである。トレイトは、Star/ViewPointの顧客環境でオブジェクト指向機能と多重継承を実装するために使用されるプログラミング規約であった。
Starチームは、社内ではTajo（タホ）、一般にはゼロックス開発環境（Xerox Development Environment、XDE）と呼ばれる、洗練された統合開発環境（IDE）を使用した。TajoはSmalltalk-80の環境と多くの類似点を持っていたが、多くの追加ツールがあった。たとえば、バージョン管理システム DFでは、プログラマがモジュールに変更を加える前にチェックアウト作業をすることが義務付けられた。あるモジュールの変更が依存するモジュールの変更を強いるような場合は厳密に追跡され、文書化された。下位レベルのモジュールを変更するには、さまざまなレベルの承認を受けなければならなかった。
ソフトウェア開発プロセスは熾烈を極めた。多くのプロトタイピングやユーザーテストが行われた。PARCの研究環境で使われていたプロトコルでは不十分と判明したため、ソフトウェア技術者は、新しいネットワーク通信プロトコル（XNS）や文字コード体系（XCCS）を開発しなければならなかった。
当初、すべての開発をAltoワークステーションで行っていた。しかし、ソフトウェアにかかる過酷な負担に耐えるだけの十分な能力を持っていなかった。製品用に設計されたプロセッサでさえ不十分で、土壇場になってハードウェアの再設計をおこなった。ユーザテストの結果や、マーケティングやシステム面など考慮事項に基づいて、多くのソフトウェアは設計変更、書き直し、機能追加を要した。
最終的には、Star機能仕様書（Star Functional Specification）に記述されていた機能の多くは実装されなかったが、製品は市場に送り出されることになり、発表前の最後の数か月は信頼性と性能の改善に重点が置かれた。

## システム機能

### ユーザインタフェース

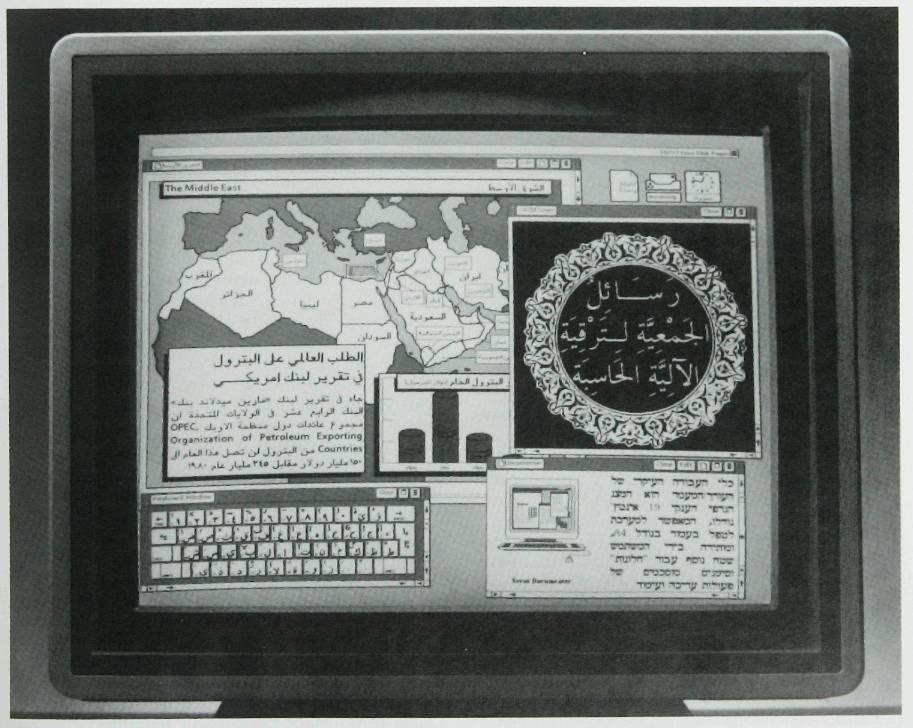
Xerox 8010 Star上で動作するViewPointソフトウェアの画面。グラフィカルなドキュメント、仮想キーボード、デスクトップ上にいくつかのアイコンが見える。

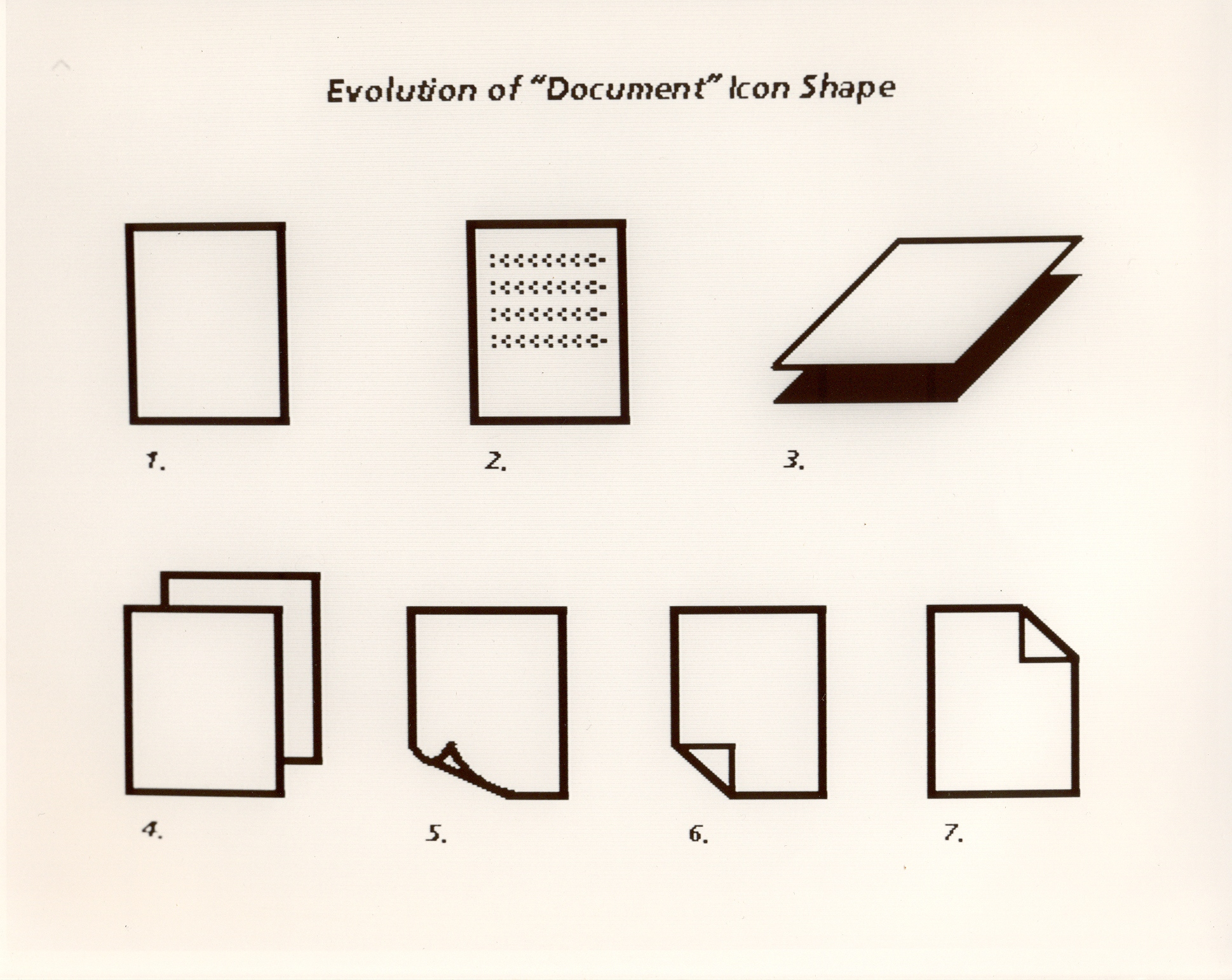
Xeorx Star 8010における文書アイコンの形状の進化を示す。

ユーザインタフェースの重要な哲理は、ユーザーが直感的に使えるように、オフィスのパラダイムを可能な限り模倣することであった。WYSIWYG（What you see is what you get、見たままを手にする。）という概念が最重視された。テキストは、紙のように白地に黒で表示され、プリンターはPARCで開発されたページ記述言語のInterpressを使用して画面に映るものを紙の上に再現した。

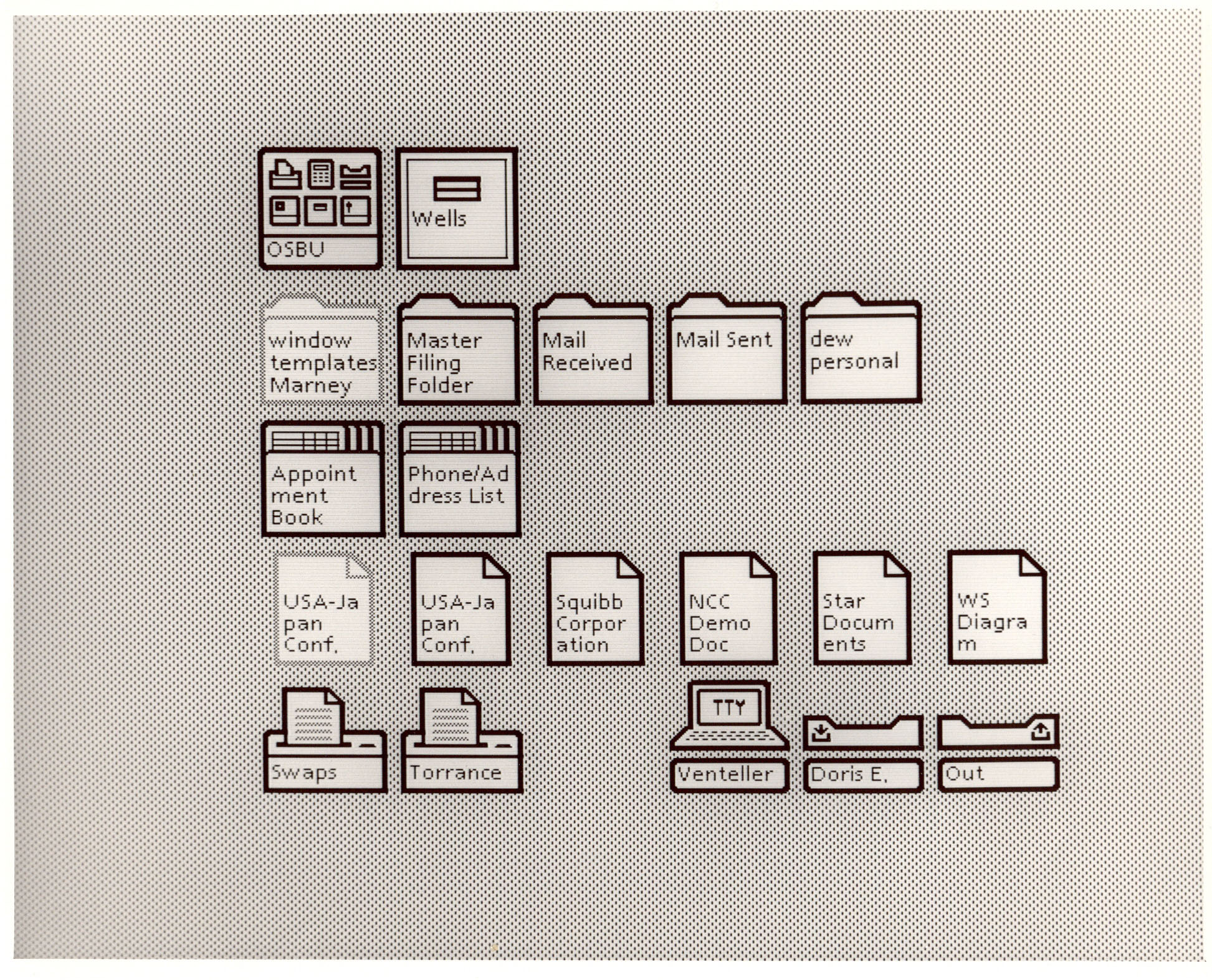
Xeox Starで最終的に採用されたさまざまなデスクトップアイコン。

Starの中心設計者の1人であるデビッド・キャンフィールド・スミス博士は、コンピュータアイコンの概念と、ユーザーが文書やフォルダをデスクトップに表示し、さまざまな種類の文書の種類をアイコンで表すというデスクトップ・メタファーを考案した。どのアイコンをクリックしてもウィンドウが開く。ユーザーは最初にプログラム（テキストエディタ、グラフィックプログラム、表計算ソフトウェアなど）を起動するのではなく、単にファイルを開くだけで適切なアプリケーションが表示された。
Starのユーザインタフェースは、オブジェクトという概念に基づいていた。たとえば、ワードプロセシング文書には、ページオブジェクト、段落オブジェクト、文オブジェクト、単語オブジェクト、文字オブジェクトが格納されている。ユーザーはそのオブジェクトをマウスでクリックして選択し、キーボードの専用の特殊キーを押下することで、オブジェクトの標準機能（開く、削除、コピー、移動）を同じ方法で呼び出すことができた。また「Show Properties」キーは、オブジェクト固有のプロパティシートという設定項目（例: 文字オブジェクトのフォントサイズ）を表示するために用意された。これらの一般的な規則により、すべてのプログラムのメニュー構造が大幅に簡素化された。
オブジェクトの統合は、最初からシステムに組み込まれていた。たとえば、グラフモジュールで作成したチャートオブジェクトは、どんな種類の文書にも挿入することができた。このような機能は、やがてApple Lisaのオペレーティングシステムの一部として利用できるようになり、Mac OS System 7では発行と引用として搭載された。1990年には、Microsoft Windowsでもオブジェクトのリンクと埋め込み（OLE）の導入により利用できるようになった。この方法は、1990年代半ばから後半にかけてOpenDocソフトウェアプラットフォームで、また、Apple Mac（1991年）とMicrosoft Windows（1993年）向けのAppleWorks（元はClarisWorks）パッケージでも導入された。

### ハードウェア
当初、Starソフトウェアは、PARCの技術報告書「Wildflower: An Architecture for a Personal Computer」（バトラー・ランプソン著）で説明されている新しい一連の仮想メモリプロセッサ上で動作する予定だった。それらのマシンの名前は常にDで始まっていた。これらはすべてマイクロプログラム方式のプロセッサで、Starソフトウェアの場合、Mesa用に設計された命令セットを実装したマイクロコードがロードされた。InterlispやSmalltalk環境用のマイクロコードをロードすることも可能だが、これら3つの環境を同時に実行することはできなかった。
これらのマシンの次世代機であるDorado（ドラド）は、エミッタ結合論理（ECL）プロセッサを採用した。これは標準ベンチマークでDandelionの4倍の速度で、当時最速のスーパーミニコンピュータに匹敵するものであった。これは研究用に使われたが、ラックマウント型のCPUであり、オフィス用としては想定されていなかった。Dicentra（ダイセントラ）と呼ばれるネットワークルーターも、この設計に基づいていた。
Dolphin（ドルフィン）は、74S181 ALUなどのトランジスタ・トランジスタ・ロジック（TTL）技術で作られている。これはStar型ワークステーションとなる計画だったが、プロジェクトの目標を達成するにはコストが高すぎると判断された。ソフトウェアの複雑さが、やがて限られた構成を苦しめた。Starの開発中、システムの再起動に30分以上かかったことがあった。
実際に発売されたStarワークステーションのハードウェアは、Dandelion（ダンデライオン。しばしばDlionと略される）と呼ばれた。AMD Am2900というビットスライス方式のマイクロプロセッサー技術に基づいていた。より多くのマイクロコード領域を備えたDandelionの拡張版はDandetiger（ダンデタイガー）と名付けられた。
基盤となるDandelionシステムは、384 KBのメモリ（1.5 MBまで拡張可能）、10 MB、29 MB、または40 MBの8インチハードディスク、8インチフロッピードライブ、マウス、およびイーサネット接続を備えていた。16,000ドルで販売されたこのマシンの性能は、Dhrystoneベンチマークで約850であり、5倍の価格のVAX-11/750に匹敵するものであった。17インチ（43 cm）のブラウン管（CRT）ディスプレイ（白黒、1024×808ピクセル、38.7 Hzリフレッシュ）は当時の基準では大型であった。この大きさは、8.5×11インチの用紙を2枚並べて原寸大で表示できるようにするために必要であった。ディスプレイの解像度は75 dpiで、1ポイントを1ドットで表示することで、ほぼ原寸大のイメージを表示した（1ポイントは、1/72 inch）。このディスプレイの興味深い機能は、オーバースキャン領域（境界部）を16×16の繰り返しパターンでプログラムできることだった。これは、ルートウィンドウのパターンをモニターの端まで拡張するために使用され、今日でもほとんどのビデオカードには搭載されていない機能である。

## 販売と商業的評判
Xerox Starは、もともと独立したコンピュータとして設計されたものではなく、ゼロックスの「パーソナル・オフィス・システム」の一部として、他のワークステーションやネットワークサービスとイーサネットを介して接続することを意図していた。1台は16,000米ドルで販売されたが、一般的なオフィスでは少なくとも2-3台のマシンと、ファイルサーバとネーム/プリントサーバを購入しなければならなかった。秘書の年俸が約12,000ドル、コモドールVIC-20が約300ドルだった時代に、システム全体で50,000ドルから100,000ドルを費やして設備を完備するのは容易なことではなかった。
後に登場したStarの派生モデルでは、ユーザーが1台のマシンとレーザープリンターとセットで購入するだけで使えるようになったが、それでも25,000台ほどが売れたに留まり、多くの人はXerox Starを商業的な失敗と見なすようになった。
このワークステーションは、当初はオフィス業務を実行するためにStarソフトウェアを動作させるように設計されていたが、他の市場向けに別のソフトウェアと組み合わせて販売されることもあった。こうした別の構成には、InterlispやSmalltalk用のワークステーションや、サーバも含まれていた。
このシステムの可能性を本当に理解していた一部の開発者の中には、IBMが比較的原始的なPC DOSを搭載した8088ベースのIBM PCを発売したのがStarが発売された同じ年であったことを考えると、Starは時代を先取りしていたと言う人もいる。しかし、IBM PCとの比較は見当違いかもしれない。Starが導入されるずっと前に、ワードプロセッサ業界の顧客は、8086ベースのIBM Displaywriter、フルページ縦長の白黒表示のシステムXerox 860ページ表示システム、そして毎分120ページのXerox 9700レーザープリンタを認識していた。さらに、Smalltalkの設計原理とモードレス操作については雑誌Byteの1981年8月号で広く論じられていたため、IBMが大衆市場向けPCをはるかに収益性の高い専用ワードプロセッシングシステムを脅かす存在に位置付けるとは予想できなかったターゲット市場（オフィスシステム）において、Xerox PARCの名声とStarの発展性が損なわれることはほとんどなかったろう。残念なことに、ロングマンなど電子出版の先駆者である有力なニッチ市場では、すでにSGML（HTMLやXMLの前身）のような汎用マークアップ言語を制作プロセスに位置づけており、これによって、著者が安価なオフラインシステムを使用して文書構造を記述したり、原稿を当時最高の360 dpiレーザー印刷技術よりもはるかに高い解像度でコンピュータ・トゥ・フィルムシステムへ転送できるように準備していた。
Starが成功しなかったもう一つの理由としてゼロックスの企業構造があげられる。長年の複写機会社であるゼロックスは、その強みを発揮した。しかし同社は、コンピュータ会社のサイエンティフィック・データ・システムズの買収を成功させる上で、すでに重大な失敗を一度経験していた。ゼロックスの収益の大部分を占める保守的な複写機システム部門と、新しい成り上がり部門との間には、内部的な嫉妬があったと言われている。同社のマーケティング活動は、中途半端または焦点が合っていないと見なす人もいた。さらに、オフィスオートメーション機器の販売で最も技術に精通した営業担当者に、最大50万ドルの費用がかかるレーザープリンター機器のリースで多額の歩合が支払われた。分散型システムの歩合制度では太刀打ちできない。多言語での技術文書市場も大きなチャンスだったが、これには国境を越えた協力が必要で、当時の営業組織はほとんど対応できなかった。
ゼロックス社内でさえ、1980年代半ばには、このシステムに対する理解はほとんどなかった。このシステムを見たり使用する会社幹部はほとんどおらず、また営業チームが販売計画を支援するためにコンピュータを要求しても、代わりに古いCP/MベースのXerox 820や820-IIを受け取るだけだった。ゼロックス社内でさえ、8010/8012 Starシステムの実を結ばせようとしなかった。
おそらく最も重要なことは、ゼロックス・システム・グループ（Xerox Systems Group、XSG）の戦略立案者が、アポロコンピュータやシンボリックスなど他のワークステーション・メーカーと対抗できないと考えたことであろう。ゼロックスというブランドは彼らの最高の資産と考えられていたが、それだけでは顧客を生み出さなかった。
最後に、当時の限られたハードウェアと、ファイルシステムの実装が貧弱なこともあり、今日の基準ではこのシステムは非常に遅いと評価される。大きなファイルを保存するのに何分もかかることもあった。クラッシュ後には、画面の左上隅に診断コード7511が表示され、スキャベンジ（file scavenging）と呼ばれる処理が数時間続くかもしれなかった。
結局、Starの評判の悪さは、価格、デモの出来、そして販売チャネルの弱さが原因だったのだろう。それでも、Starに触発されて2年後に発表されたApple Computer（アップルコンピュータ）のLisaも、Starと同じ理由で市場の失敗を招いた。ゼロックスはその名にかけて、売り上げを伸ばすために多くの努力を試みた。Starの次のリリースは、より効率的な別のハードウェアプラットフォームDaybreak（デイブレイク）で、新しい高速プロセッサを使用し、性能を向上させるためにStarのソフトウェアは大幅に書き直され、ViewPoint（ビューポイント）と名付けられた。この新システムはXerox 6085PCSと命名され、1985年に発売された。新しいハードウェアは、1 MB-4 MBのメモリ、10 MB-80 MBのハードディスク、15インチまたは19インチのディスプレイ、5.25インチのフロッピードライブ、マウス、イーサネット接続を備え、価格は6,000ドル強であった。
Xerox 6085は、付属のレーザープリンターと一緒に独立システムとして販売することが可能であった。また、80186ベースの拡張基板を介したPC互換モードも用意された。ユーザーは、ViewPointシステムとPCベースのソフトウェアとの間でファイルを転送することができたが、ファイル形式がPC上のどれとも互換性がなかったため、多少の苦労も伴った。しかし、価格が大幅に下がったとしても、これは2,000ドル台の低価格パーソナルコンピュータの世界におけるロールス・ロイスであった。
1989年に発表されたViewPoint 2.0は、デスクトップパブリッシング（DTP）関連の多くの新しいアプリケーションを導入した。最終的にゼロックスは、ViewPointが提供するハードウェアとソフトウェアの統合ワークステーションを放棄し、IBM PC互換のプラットフォーム上でStarのインタフェースと技術を提供するGlobalViewというソフトウェアのみの製品を提供した。最初のリリースでは、Mesa CPU拡張基板を取り付ける必要があった。最終版のGlobalView 2.1が1996年に発売され、Sun Solaris、Microsoft Windows 3.1、Windows 95、またはWindows 98、IBM OS/2上でエミュレータとして動作した。
結局のところ、ゼロックスPARCは、10年先のハードウェアを構築し、そのハードウェアで各研究者がソフトウェアを使い始められるよう備えをすることに誇りを持ち、ゼロックスは1980年代から1990年代初頭にかけて、全体を通じて5年早く製品を市場に出すことができた。カスタムハードウェアプラットフォームは、Star/ViewPointが意図した役目には常に高価すぎた。1980年代初頭にXerox StarをLisaでコピーした後、Appleは苦戦し、同様の悪い結果を招いた。Appleの2番目の低コスト化への取り組みであるMacintoshは、かろうじて成功した（仮想メモリを捨て、ソフトウェアで実装し、市販のマイクロプロセッサを使用することで）- そして1980年代後半で、彼らの最も収益性の高い製品とはならなかった。また、同時期にAppleは、オフィスシステムソフトウェアで利益を上げるのに苦労した。PostScript言語の先駆者の一人であるL ピーター・ドイチュは、1990年代初頭にビットマップ操作にジャストインタイムコンパイルを使用してXerox Starのような効率を達成する方法をついに見つけだし、Xerox Starの最後のカスタムハードウェアであるBitBLTは1990年までに廃止された。

## 遺産
Star製品は市場で失敗したとはいえ、その後のコンピュータへの期待を高め、重要な基礎を築いた。WYSIWYG編集、イーサネット、およびディレクトリ、プリント、ファイル、インターネットネットワークルーティングなどのネットワークサービスなど、Starの背後にある多くの技術革新は、今日のコンピュータではありふれたものとなっている。
Apple Lisaのエンジニアリングチームのメンバーは、米国コンピューター会議 (NCC '81)で発表されたStarを見て、クパチーノに戻り、彼らのデスクトップマネージャーをStarをモデルとしたアイコンベースのインタフェースに変更した。ゼロックスのWYSIWYGエディターGypsyの開発者の一人であるラリー・テスラーはゼロックスを離れ、1980年にAppleに入社し、MacAppフレームワークを開発した。
チャールズ・シモニーは、1981年にゼロックスを離れてMicrosoft（マイクロソフト）に入社し、Microsoft Word 3.0の最初のWYSIWYGバージョンを開発した。1983年、シモニーはスコット・A・マクレガーを推薦した。マクレガーはPARCでのウィンドウシステムの経験もあり、Windows 1.0の開発を率いるためにビル・ゲイツによって採用された。その年以降、何人かがPARCを離れ、Microsoftに入社した。

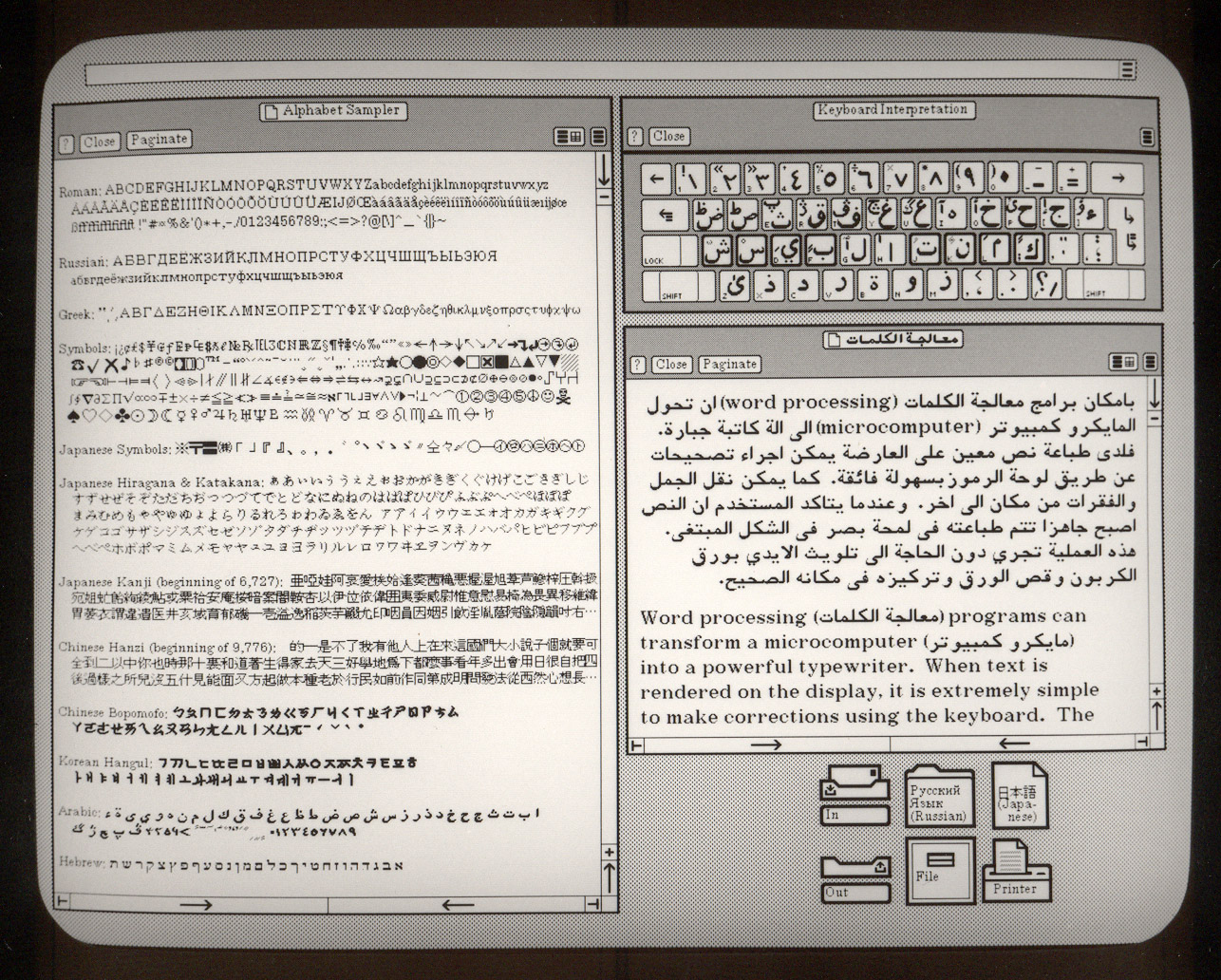
多言語で書かれたドキュメントを作成できるViewPointの文書エディタ。

Star、ViewPoint、およびGlobalViewは、完全装備のワードプロセッサを含むほとんどの自然言語をサポートする最初の商用コンピューティング環境であり、ボイス・オブ・アメリカ、その他の米国外交機関、およびいくつかの多国籍企業での採用に至った。
Starや少なくともAltoのユーザインタフェースに触発されたり影響を受けたりした製品のリストには、Apple LisaやMacintosh、Digital Research（CP/Mで知られる）のGraphics Environment Manager（GEM）、VisiCorpのVisi On、Microsoft Windows、Atari ST、TRONプロジェクトのBTRON、CommodoreのAmiga、Elixir Desktop、Metaphor Computer Systems、Interleaf、IBM OS/2、OPEN LOOK（ゼロックスが共同開発）、SunView、KDE、Ventura Publisher、NEXTSTEPがあげられる。Adobe Systemsのページ記述言語PostScriptは、Interpressに基づいていた。イーサネットは3Comによってさらに改良され、事実上の業界標準ネットワークプロトコルとなった。
一部の人々は、Apple、Microsoft、その他がXerox StarからGUIその他の技術革新を盗用したと感じており、ゼロックスが自らの知的財産を適切に保護しなかったと考えている。おそらく真実はもっと複雑である。Starの技術革新については多くの特許が開示された。しかし、当時、アメリカ連邦取引委員会（FTC）の連邦反トラスト法違反訴訟（独占禁止法違反訴訟）である1975年ゼロックス同意審決（Xerox Consent Decree）により、同社が特許を取得できる対象が制限されていた。また、Starの開示が準備されていた時、ゼロックスの弁理士は、レーザー印刷など他のいくつかの新技術に追われていた。さらに、ソフトウェアに関する特許、特にユーザインタフェースに関する特許は、当時は検証されていない法的分野であった。
ゼロックスは、Starのユーザインタフェースを保護するために裁判を起こした。1989年、WindowsのMacintosh用ユーザインタフェースの著作権侵害でAppleがMicrosoftを訴えた後、ゼロックスもAppleに対して同様の訴えを起こした。しかし、この訴訟は、3年の時効を過ぎていたため、実質的な理由ではなく、手続き上の理由で棄却された。1994年、AppleはMicrosoftに対する訴訟で、当初争われていた問題だけでなく、ユーザインタフェースに関するすべての請求についても敗訴した。

## J-Star
日本では1982年10月に富士ゼロックス（現:富士フイルムビジネスイノベーション）から「8012-J スター・インフォメーション・システム」（以下、J-Star）の名称で発売された。これは「8000 インフォメーション・ネットワーク・システム」（8000INS）の一部で、以下の製品で構成されていた。
| 種別         | 名称                            | 価格（円） |
| ------------ | ------------------------------- | ---------- |
| 本体         | J-Star                          | 5,650,000  |
| 本体         | 8032 ファイルサーバー           | 5,400,000  |
| 本体         | 8045 プリントサーバー           | 7,780,000  |
| 本体         | 8071 コミュニケーションサーバー | 4,600,000  |
| ソフトウェア | ワークステーション              | 36,000     |
| ソフトウェア | ファイルサーバー                | 72,000     |
| ソフトウェア | コミュニケーションサーバー      | 72,000     |

上記価格は買い取り料金。イーサネットケーブルなどネットワークの構築に必要な機材は別売。
J-Starは日本語表示用のJIS第1水準、第2水準漢字、平仮名、片仮名に加え、ドイツ語、フランス語、ロシア語、ギリシア語など合計7000種類の文字種を備えていた。字体は日本語用にゴシック体と明朝体、欧文用に斜体、太字、サイズは8、10、12、18ポイントなどが用意された。キーボード配列は画面に表示されるバーチャルキーボードに従って実際のキーボードを操作することで、日本語、英語のみならず多言語の入力が可能だった。
1991年に、8087-JスターIIを135万円(メインメモリ2MB、ハードディスク45MB、15インチディスプレイ、基本ソフト ViewPoint 2.0.6込み)で発売。